# Episodi di Alice Nevers - Professione giudice (dodicesima stagione)
La dodicesima stagione della serie televisiva Alice Nevers - Professione giudice, composta da 10 episodi, è stata trasmessa su TF1 dal 10 aprile all'8 maggio 2014. In Italia, è stata trasmessa dal 25 giugno al 23 luglio 2020 su Giallo.
| nº | Titolo originale      | Titolo italiano           | Prima TV Francia | Prima TV Italia |
| -- | --------------------- | ------------------------- | ---------------- | --------------- |
| 1  | Les dessous du palais | I sotterranei del palazzo | 10 aprile 2014   | 25 giugno 2020  |
| 2  | Donnant donnant       | Do Ut Des                 | 10 aprile 2014   | 25 giugno 2020  |
| 3  | Entre dieu et diable  | Tra il bene e il male     | 17 aprile 2014   | 2 luglio 2020   |
| 4  | XXL                   | XXL                       | 17 aprile 2014   | 2 luglio 2020   |
| 5  | Enquête d'identité    | Identità nascoste         | 24 aprile 2014   | 9 luglio 2020   |
| 6  | A fleur de peau       | A fior di pelle           | 24 aprile 2014   | 9 luglio 2020   |
| 7  | Inexistence           | Assenza                   | 1º maggio 2014   | 16 luglio 2020  |
| 8  | D'entre les morts     | Tornare per morire        | 1º maggio 2014   | 16 luglio 2020  |
| 9  | Raison d'état         | Ragione di Stato          | 8 maggio 2014    | 23 luglio 2020  |
| 10 | Au cœur du mal        | Nel cuore del male        | 8 maggio 2014    | 23 luglio 2020  |

## I sotterranei del palazzo
- Titolo originale: Les dessous du palais
- Diretto da: Akim Isker
- Scritto da: Willy Duraffourg e Denis Alamercery

### Trama
Alice è accusata per favoreggiamento e di aver aiutato Mathieu a fuggire con dei diamanti rubati, rischiando la prigione e la radiazione dall'albo e il procuratore Divo compie una vendetta personale. Il futuro diventa ancora più oscuro quando un cadavere viene ritrovato nel seminterrato del tribunale, e il sospettato è l'impiegato di Alice, Victor. Marquand dovrà scendere in fondo alle catacombe di Parigi per scoprire la verità.

## Do Ut Des
- Titolo originale: Donnant donnant
- Diretto da: Aurelian Poitrimoult
- Scritto da: Martin Brossollet e Maxime Govaré

### Trama
Un uomo viene investito dalla sua stessa auto nel cuore della notte, a chilometri da casa sua. Alice e Marquand trovano la moglie della vittima a letto con un altro uomo. E proprio Alice e Marquand diventano compagni di vita, ma Alice crede che lui stia nascondendo un segreto.

## Tra il bene e il male
- Titolo originale: Entre dieu et diable
- Diretto da: Aurelian Poitrimoult
- Scritto da: Anna Valton

### Trama
Una nota criminale, uscita di prigione dopo aver scontato una condanna per prostituzione minorile e omicidio di un educatore, vive in un convento di Appolines. Quando una delle suore del convento viene uccisa, tutto fa pensare che sia stata lei ad ucciderla. Marquand è costretto ad accogliere la figlia incinta, nonostante le sue intenzioni strane.

## XXL
- Titolo originale: XXL
- Diretto da: Akim Isker
- Scritto da: Sylvie Meyer, David Milhaud e Marie-Anne Le Pezennec

### Trama
Il cadavere di un giovane genio dell'haute couture, viene scoperto sulla passerella della sua sfilata. Il modus operando rivela una violenza incredibile: è stato alimentato forzatamente finché il suo stomaco non é esploso. Alice crede che Marquand sia stato manipolato da Rachel e decide di indagare sul suo passato.

## Identità nascoste
- Titolo originale: Enquête d'identité
- Diretto da: Eric Le Roux
- Scritto da: Elsa Dourdet e Denis Alamércery

### Trama
Un allevatore di cani viene ucciso con una cesoia, e Alice e Marquand scoprono che era impegnato in attività clandestine. Per saldare i suoi debiti, la vittima ha venduto il suo sperma su internet. Alice vede Marquand che si allontana da lei: ha accettato che le figlie vadano a vivere da lui.

## A fior di pelle
- Titolo originale: A fleur de peau
- Diretto da: Eric Le Roux
- Scritto da: Martin Brossolet e Maxime Govaré

### Trama
Una quindicenne viene trovata morta, mentre il padre credeva che fosse a letto. Mentre ha giurato a Marquand di non interferire più nella sua vita, Alice scopre che sua figlia continua a mentirle.

## Assenza
- Titolo originale: Inexistence
- Diretto da: Julien Zidi
- Scritto da: Catherine Hoffmann, Bertrand Lorel e Marie-Anne Le Pezennec

### Trama
Una donna messicana viene trovata impiccata con l'abito da sposa addosso nel luogo della cerimonia. Alice e Marquand scoprono che è stata bandita dalle banche, sospettata di frode e tentato omicidio, ma ha detto di essere stata vittima di un furto di identità, ma anche suo marito ha dubitato di lei. Lucie confessa a Marquand che Simon, il padre di suo figlio che sta per nascere, ha trovato la sua traccia e minaccia di aggredirla.

## Tornare per morire
- Titolo originale: D'entre les morts
- Diretto da: Julien Zidi
- Scritto da: Jeffrey Frohner

### Trama
Un ragazzo ventenne viene ritrovato morto ai piedi di una scala. Era apparso miracolosamente dopo essere stato rapito all'età di dodici anni. Difficile per Alice e Marquand annunciare alla madre che il suo bambino le è stato sottratto per la seconda volta.

## Ragione di Stato
- Titolo originale: Raison d'état
- Diretto da: Eric Le Roux
- Scritto da: René Manzor

### Trama
Una commessa viene investita da un'auto nel centro di Parigi, aveva 50.000 euro in contanti, Alice e Marquand ipotizzano che il suo destino sia cambiato quando una ereditiera del Medio Oriente, l'ha presa sotto la sua ala protettrice. 

## Nel cuore del male
- Titolo originale: A cœur du mal
- Diretto da: Eric Le Roux
- Scritto da: Jeffrey Frohner e Martin Brossolet

### Trama
Un brillante professore di psicologia, viene assassinato nel bel mezzo della classe con due proiettili al cuore. L'indagine conduce Alice e Marquand in un esperimento psicologico estremo, condotto cinque anni prima, dal quale nessuno era uscito indenne. Quando Marquand si rende conto che Alice aveva ragione su Rachel, è già troppo tardi per impedire la trappola.